# Кубок Англии по футболу 1894/1895
Кубок Англии 1894/95 (англ. FA Cup 1894–95) — 24-й розыгрыш старейшего кубкового футбольного турнира, Кубка Футбольной ассоциации, более известного как Кубок Англии. Победителем турнира стал бирмингемский клуб «Астон Вилла», обыгравший в финальном матче «Вест Бромвич Альбион» со счётом 1:0. Это была вторая победа «Виллы» в Кубке Англии.
Трофей, доставшийся клубу «Астон Вилла», в сентябре 1895 года был украден из витрины магазина футбольной экипировки Уильяма Шиллока на Ньютон-роу в Бирмингеме, где выставлялся на обозрение. После этого оригинальный трофей Кубка Англии больше никто не видел, официальное расследование полиции ни к чему не привело. После этого был изготовлен новый трофей.

## Календарь
| Раунд                            | Дата                     |
| -------------------------------- | ------------------------ |
| Предварительный раунд            | Суббота, 6 октября 1894  |
| Первый квалификационный раунд    | Суббота, 13 октября 1894 |
| Второй квалификационный раунд    | Суббота, 3 ноября 1894   |
| Третий квалификационный раунд    | Суббота, 24 ноября 1894  |
| Четвёртый квалификационный раунд | Суббота, 15 декабря 1894 |
| Первый раунд                     | Суббота, 2 февраля 1895  |
| Второй раунд                     | Суббота, 16 февраля 1895 |
| Третий раунд                     | Суббота, 2 марта 1895    |
| Полуфиналы                       | Суббота, 16 марта 1895   |
| Финал                            | Суббота, 20 апреля 1895  |

## Первый раунд
| №           | Хозяева                 | Счёт          | Гости                   | Дата            |
| ----------- | ----------------------- | ------------- | ----------------------- | --------------- |
| 1           | Дарвен                  | 0:0           | Вулверхэмптон Уондерерс | 2 февраля 1895  |
| Переигровка | Вулверхэмптон Уондерерс | 2:0           | Дарвен                  | 6 февраля 1895  |
| 2           | Бери                    | 4:1           | Лестер Фосси            | 2 февраля 1895  |
| 3           | Астон Вилла             | 2:1           | Дерби Каунти            | 2 февраля 1895  |
| 4           | Уэнсдей                 | 5:1           | Ноттс Каунти            | 2 февраля 1895  |
| 5           | Болтон Уондерерс        | 1:0           | Вулидж Арсенал          | 2 февраля 1895  |
| 6           | Саутпорт Сентрал        | 0:3           | Эвертон                 | 2 февраля 1895  |
| 7           | Мидлсбро                | 4:0           | Честерфилд              | 2 февраля 1895  |
| 8           | Сандерленд              | 11:1          | Фэрфилд                 | 2 февраля 1895  |
| 9           | Лутон Таун              | 0:2           | Престон Норт Энд        | 2 февраля 1895  |
| 10          | Бертон Уондерерс        | 1:2           | Блэкберн Роверс         | 2 февраля 1895  |
| 11          | Ньютон Хит              | 2:3           | Сток                    | 2 февраля 1895  |
| 12          | Смолл Хит               | 1:2           | Вест Бромвич Альбион    | 2 февраля 1895  |
| 13          | Шеффилд Юнайтед         | 3:1           | Миллуолл Атлетик        | 2 февраля 1895  |
| 14          | Саутгемптон Сент-Мэрис  | 1:4           | Ноттингем Форест        | 2 февраля 1895  |
| 15          | Ньюкасл Юнайтед         | 2:1           | Бернли                  | 2 февраля 1895  |
| 16          | Барнсли Сент-Питерс     | 1:2 (отменён) | Ливерпуль               | 2 февраля 1895  |
| Переигровка | Ливерпуль               | 4:0           | Барнсли Сент-Питерс     | 11 февраля 1895 |

## Второй раунд
| №           | Хозяева                 | Счёт | Гости                | Дата            |
| ----------- | ----------------------- | ---- | -------------------- | --------------- |
| 1           | Ливерпуль               | 0:2  | Ноттингем Форест     | 16 февраля 1895 |
| 2           | Астон Вилла             | 7:1  | Ньюкасл Юнайтед      | 16 февраля 1895 |
| 3           | Уэнсдей                 | 6:1  | Мидлсбро             | 16 февраля 1895 |
| 4           | Болтон Уондерерс        | 1:0  | Бери                 | 16 февраля 1895 |
| 5           | Вулверхэмптон Уондерерс | 2:0  | Сток                 | 16 февраля 1895 |
| 6           | Сандерленд              | 2:0  | Престон Норт Энд     | 16 февраля 1895 |
| 7           | Эвертон                 | 1:1  | Блэкберн Роверс      | 16 февраля 1895 |
| Переигровка | Блэкберн Роверс         | 2:3  | Эвертон              | 20 февраля 1895 |
| 8           | Шеффилд Юнайтед         | 1:1  | Вест Бромвич Альбион | 16 февраля 1895 |
| Переигровка | Вест Бромвич Альбион    | 2:1  | Шеффилд Юнайтед      | 20 февраля 1895 |

## Третий раунд
| № | Хозяева              | Счёт | Гости                   | Дата         |
| - | -------------------- | ---- | ----------------------- | ------------ |
| 1 | Астон Вилла          | 6:2  | Ноттингем Форест        | 2 марта 1895 |
| 2 | Уэнсдей              | 2:0  | Эвертон                 | 2 марта 1895 |
| 3 | Вест Бромвич Альбион | 1:0  | Вулверхэмптон Уондерерс | 2 марта 1895 |
| 4 | Сандерленд           | 2:1  | Болтон Уондерерс        | 2 марта 1895 |

## Полуфиналы
| Астон Вилла | 2:1 | Сандерленд |
| ----------- | --- | ---------- |
|             |     |            |

| Вест Бромвич Альбион | 2:0 | Уэнсдей |
| -------------------- | --- | ------- |
|                      |     |         |

## Финал
В финале на лондонском стадионе «Кристал Пэлас» встретились «Астон Вилла» и «Вест Бромвич Альбион». Победу со счётом 1:0 одержал бирмингемский клуб «Астон Вилла». Боб Чэтт стал автором самого быстрого гола в истории финалов Кубка Англии, отличившись уже на 30-й секунде.
| Астон Вилла | 1:0 | Вест Бромвич Альбион |
| ----------- | --- | -------------------- |
| Боб Чэтт 1′ |     |                      |

| Астон Вилла | Вест Бромвич Альбион |